# Haroldius fairmairei
Haroldius fairmairei är en skalbaggsart som beskrevs av Antoine Boucomont 1914. Haroldius fairmairei ingår i släktet Haroldius och familjen bladhorningar. Inga underarter finns listade i Catalogue of Life.